# エルコーレ・プロカッチーニ・イル・ジョーヴァネ
エルコーレ・プロカッチーニ・イル・ジョーヴァネ（Ercole Procaccini il Giovane、1605年8月6日（洗礼日）- 1680年3月2日） は、17世紀イタリアの画家である。ミラノで活躍した画家の一族の出身で、同名の祖父の画家、エルコーレ・プロカッチーニ・イル・ヴェッキオ(Ercole Procaccini il Vecchio: 1515-1595)と区別するために「若いほうの（イル・ジョーヴァネ）」をつけて呼ばれる。

## 略歴
ミラノで、画家のカルロ・アントニオ・プロカッチーニ(Carlo Antonio Procaccini: 1571-c.1630)の息子に生まれた。同名の祖父も画家で、2人の父親の兄弟2人も画家であった。父親と叔父のジュリオ・チェーザレ・プロカッチーニ(Giulio Cesare Procaccini: 1574-1625)に絵を学んだ後、枢機卿フェデリーコ・ボッローメオによって創設されたアッカデミア・アンブロジアーナ(Accademia Ambrosiana)に1621年に入学し、ジョヴァンニ・バッティスタ・クレスピ(Giovanni Battista Crespi: 1573–1632)に学んだ。
1623年ころにミラノのドゥオーモに描かれた作品がエルコーレ・プロカッチーニの作としては、最も初期の作品で、叔父のジュリオ・チェーザレ・プロカッチーニの影響が強く示されているとされる。1620年代に父親が描いた有名な『花の女神 (Flora)』などの作品で父親の助手を務めた。
1633年に結婚し、1654年までの間に11人の子供が生まれた。
1640年ころに再びエルコーレ・プロカッチーニの美術活動が記録に現れるようになり、これ以後の作品のスタイルはバロック美術に特徴的な、明暗を強調する「キアロスクーロ」技法や動的でダイナミックな構図の使用などのスタイルになった。
1650 年代の初めに、ミラノのドゥリーニ宮殿のいくつかの部屋のフレスコ画を描き、1652年には、パヴィア修道院(Certosa di Pavia)の礼拝堂の壁画も描いた。この時期、ジョヴァンニ・バッティスタ・カルローネ(Giovanni Battista Carlone: 1603–1684)やシュトーラー(Johann Christoph Storer: 1611–1671)らの影響を受けていくらか明るい色使いになったとされる。
ミラノで画家として成功し、ミラノの有力者の後援を受けた。同時代の美術史家のカルロ・チェーザレ・マルヴァジア(Carlo Cesare Malvasia: 1616-1693)によれば作品はミラノ総督であったスペインのカラセナ侯爵(Marquis of Caracena)によってスペインにも持ち帰られた。
1550年代半ば以降もミラノのいくつかの教会で宗教画を描いた。1661年には弟子のアントニオ・ブスカ(Antonio Busca: 1625-1686)とトリノで働き、別の画家とマッセラーノの宮殿(Palazzo Ferrero Fieschi)の装飾画を描いた。ミラノのドゥオーモでの仕事の注文も受けた。
自らの工房で弟子を育て、弟子にはアントニオ・ブスカの他にフェデリコ・ビアンキ(Federico Bianchi: 1635–1719)がいてビアンコはエルコーレ・プロカッチーニの娘と結婚した。1668年にアッカデミア・アンブロジアーナの活動が再開されると、高齢になったプロカッチーニに代わって、アントニオ・ブスカが教授を務めた。
エルコーレ・プロカッチーニは1680年にミラノで没した。

## 作品

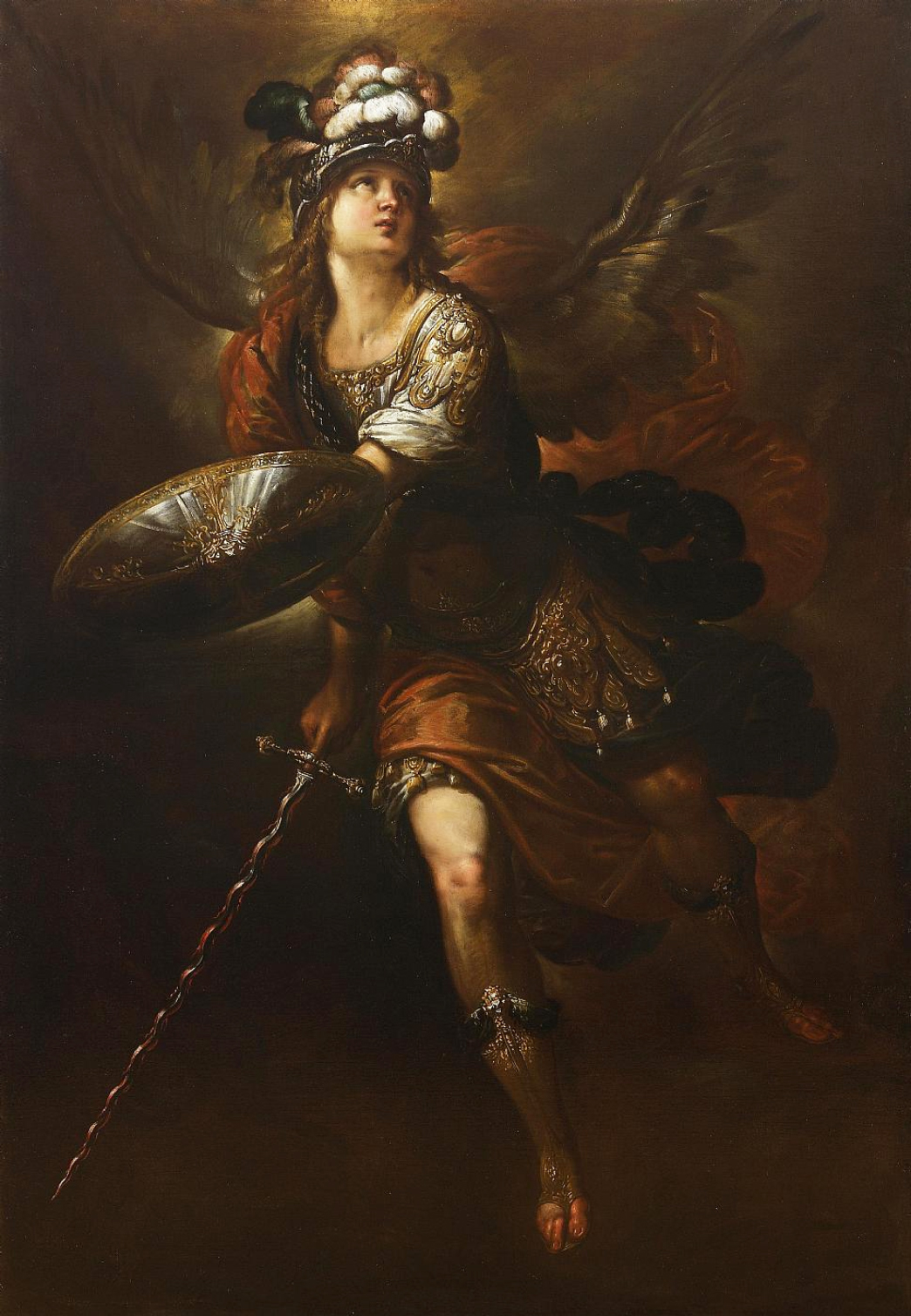
聖ミカエル
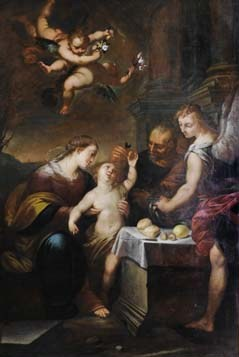
聖家族
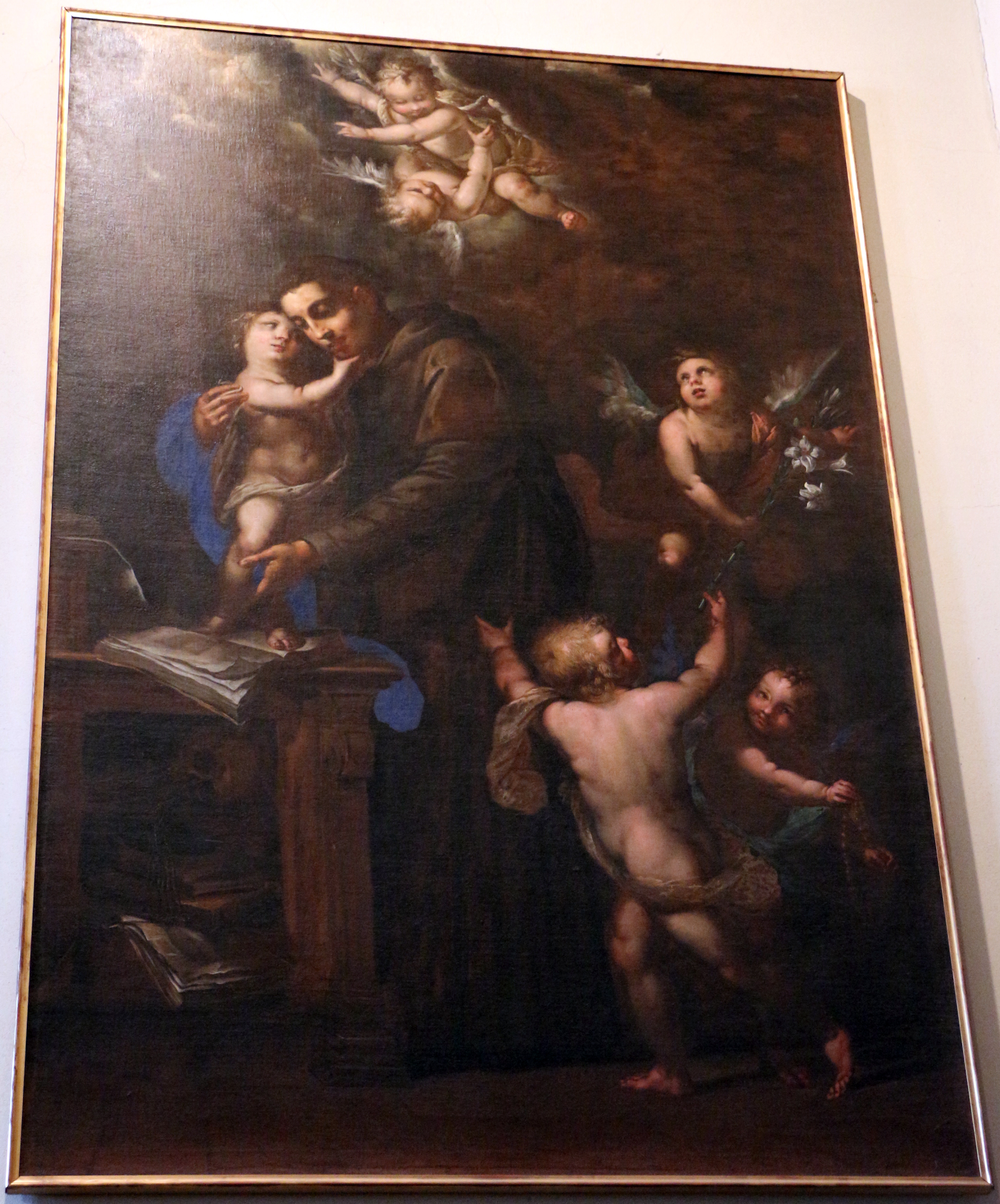
パドヴァの聖アントニオと子供たち
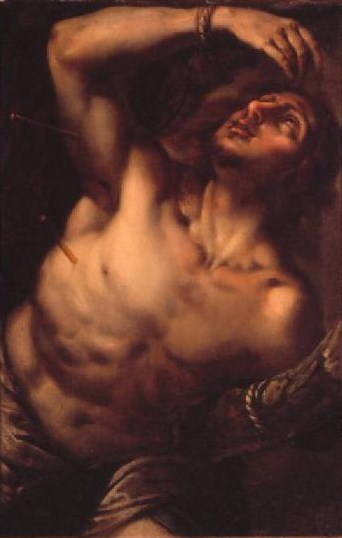
聖セバスチャン